# 도라에몽 노비타와 몽환삼검사
《극장판 도라에몽: 진구와 꿈의 삼총사》(일본어: 映画ドラえもん のび太と夢幻三剣士 えいがドラえもん のびたとむげんさんけんし[*])는 후지코 F. 후지오에 의해 집필 된 『월간 코로코로 코믹』 1993년 9월호부터 1994년 3월호까지에 게재된 「대장편 도라에몽 시리즈」의 작품이자 이 작품을 바탕으로 일본에서 1994년 3월 12일에 공개된 도라에몽의 영화 작품. 대장편 도라에몽 시리즈 제14작. 도라에몽 영화화 15주년 기념 작품.
제12회 골든 글로스상 은상 수상 작품. 동시상영작은 『도라미짱 푸른 밀짚 모자』, 『우메보시 덴카 우주의 끝에서 판파로판!』.

## 목소리 출연

### 일본어 원어판
- 도라에몽 - 오오야마 노부요
- 노진구 - 오오하라 노리코
- 신이슬 - 노무라 미치코
- 만퉁퉁 - 타테카베 카즈야
- 왕비실 - 기모쓰기 가네타
- 오진숙(진구 엄마) - 지지마쓰 사치코
- 순이음(이슬이 엄마) - 마쓰하라 마사코
- 신태수(선생님) - 다나카 료이치

### 한국어 더빙판
- 도라에몽 - 윤아영
- 노진구 - 김정아
- 신이슬 - 조현정
- 만퉁퉁 - 최낙윤
- 왕비실, 순이음(이슬이 엄마) - 이현주
- 오진숙(진구 엄마) - 임은정
- 신태수(선생님) - 이장우

## 주제가
오프닝도라에몽의 노래(ドラえもんのうた)
노래 : 야마노 사토코
엔딩
노래 :

## 같이 보기
- 도라에몽의 영화 작품
- 애니메이션 영화
- 황금박쥐(황금 배트) - 본편 및 예고편의 시작 부분에서 진구가 "황금모자"(황금 해트)라는 이름으로 등장하였다.